# Велюве
Велюве (нидерл. Veluwe) — географическая область в провинции Гелдерланд.
Площадь Велюве около 1100 км², длина с севера на юг — около 60 км, высота над уровнем моря — до 110 м. Это богатая лесом территория. Также встречаются открытые пески, вересковые пустоши и заболоченные территории.
Образована область моренами Днепровского оледенения (около 200 тыс. лет назад).
Примерно на одной двадцатой части (55 км²) Велюве в 1935 году был образован национальный парк Де-Хоге-Велюве с самым большим лесным массивом страны. Территория площадью 912 км² включена в состав европейских охраняемых природных зон Natura 2000. Также в Велюве расположен и самый старый национальный парк страны Велювезом.
Считается, что название области произошло от древнегерманского falwa («бесплодная земля») в противоположность более южной территории Бетюве («добрая земля»).